# Dehn (baltisch-niederländisches Adelsgeschlecht)

Wappen der Adelsfamilie « von Daehne »

Dehn oder von Daehne ist der Familienname eines baltisch-niederländischen Adelsgeschlechts. Der Gründer dieser Familie stammte aus Riga, seine Nachkommen siedelten sich später in der Batavischen Republik, dem späteren Königreich Holland an.

## Geschichte
Der Stammvater dieses Geschlechts war der in Riga lebende Zimmermann Martin Daehne, der in Riga von 1716 bis 1720 als Äldermann erwähnt wird. Ob eine familiäre Verbindung mit den aus dem Baltikum stammenden Dehns besteht, ist unbekannt. Sein Enkel Johann Christoph Wilhelm von Daehne (1744–1803) stand beim Herzog von Braunschweig in Diensten und wurde am 1. Juni 1792 vom Kurfürsten Friedrich August von Sachsen (1750–1827) in den Reichsadelsstand erhoben. Johann Christoph übersiedelte in die Batavische Republik und wurde dort ansässig. Zwei seiner Söhne wurden am 26. April 1822 in den niederländischen Adel aufgenommen, der Sohn des zweiten Sohnes zog wiederum nach Braunschweig zurück, das Geschlecht endete 1932 mit Wilhelm Friedrich von Daehne im Mannesstamm.

### Stammtafel
- Johann Martin Daehne (* in Riga † 1778)

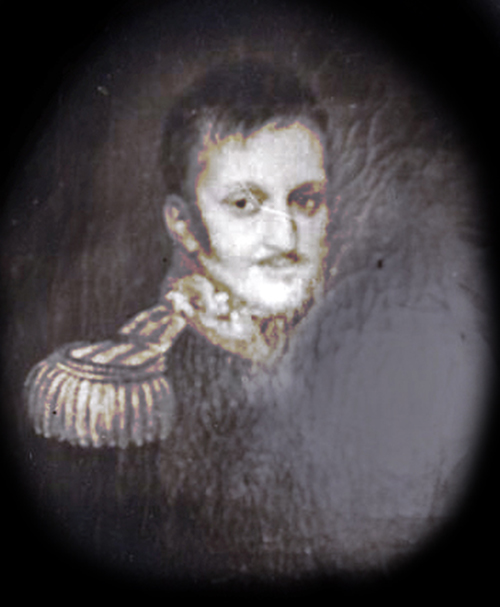
Generalmajor Pieter Aelbrecht von Daehne

  - Johann Christoph Wilhelm von Daehne[2] (* 1744 in Misowitz (Böhmen), † 1803 in ‘s Gravenhage) ⚭ Cornelia Bles (1748–1830)
    - Pieter Aelbrecht von Daehne[3]   (1780–1859) war 1797 Kavallerie-Offizier in Braunschweig, 1807 im Königreich Holland, 1810 in Frankreich sowie 1813–1830 und 1831 im Königreich der Niederlande. 1838 beendete er als Generalmajor seine militärische Laufbahn. Er war mit  Charlotte Henriette von Damm (1779–1832) verheiratet. Seine Nachkommen waren:
      - Wilhelm Friedrich von Daehne (1810–1932), mit ihm endete das Geschlecht im Mannesstamm
      - Friedrich Wilhelm von Daehne (* 1816 in ‘s-Gravenhage, † 1884 in Kleve)
      - Hugo von Daehne (1817–1895) ⚭ Frederike Elisabeth von Düring (1822–1897)

  - Casperus Govardus Johannes von Daehne[4]   (1781–1825 in ‘s Gravenhage) ⚭ 1. Ehe Wilhelmina van der Hoeve (1784–1815), 2. Ehe Antonia van Nauta (1797–1865)
    - Wilhelm Ludwig Johann von Daehne (1810 in Amsterdam – 1895 in s-Gravenhage) ⚭ Maria Susanne van Carnbee (1817–1901)
      - August von Daehne[5](1846–1930) ⚭ Anna Katharina Gräfin von Bylandt-Rheydt (1860–1915)

    - Hugo Julius Marius von Daehne (1815–1815)
    - Hugo Maria von Daehne (1815–1817)
    - Franziskus von Daehne (1821–1823)
    - Eduard von Daehne (1822–1896)